# Wartburg vára
Wartburg vára Türingiában (Németország) található, Eisenach városa mellett, 411 méter magasságban.

## Története
Wartburg vára a leghíresebb a Ludowinger nemesi család várai közül. A család őse, I. (Szakállas) Lajos (Ludwig der Bärtige) (†1056), a mainzi érsek kegyeltje volt. Az ő támogatásával alapított Eisenachban uradalmat és építette fel Schauenburg várát Friedrichroda mellett.
Fia, II. (Ugró) Lajos (Ludwig der Springer) (†1123) áthelyezte székhelyét a Wartburgra. A várhegy domináns fekvése és neve arra engednek következtetni, hogy már a feudális vár alapítása előtt lehetett ott egy erődítés vagy egy megfigyelőhely. A legrégebbi várról mindeddig nem találtak maradványokat. A vár első említése 1080-ból származik, amikor a várbeliek megtámadták IV. Henrik német-római császár katonáit.
1113-ban az V. Henrik elleni felkelésben részes Ugró Lajos át kellett, hogy adja a várat a császárnak, hogy cserébe visszanyerje szabadságát.

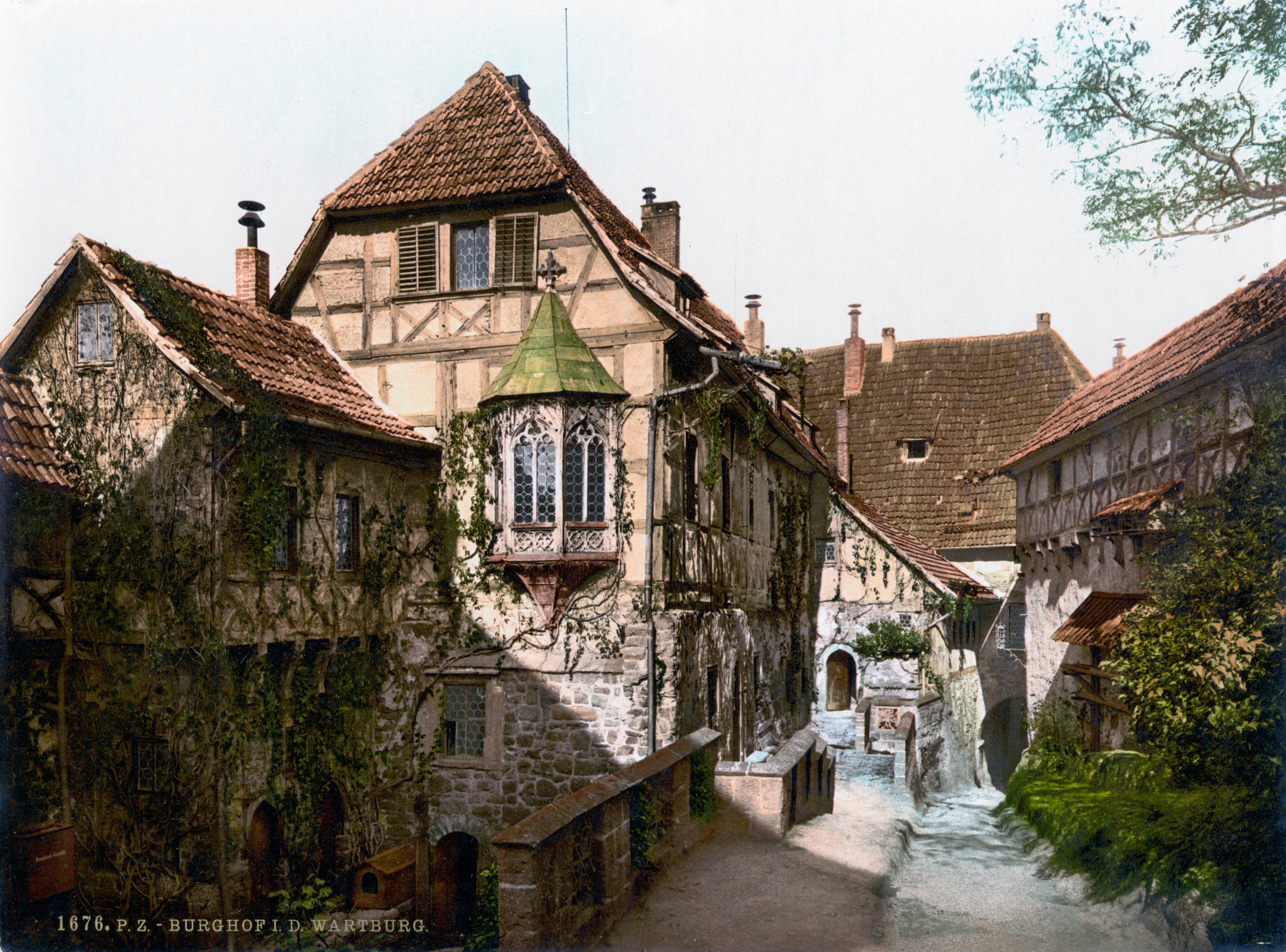
A vár udvara 1900 körül

A mainzi érsek pártjához tartozó Ludowingok hatalma és jelentősége gyorsan növekedett. 1131-ben Ugró Lajos fia, Lajos tartománygrófi rangot kapott III. Lothár német-római császártól és ezzel a hercegekkel egyenrangúvá vált. A császári házhoz való közeledés egyben a mainzi érsektől való elfordulást is jelentette. A következő időszakban a tartományi grófok az érsek kárára terjeszkedtek Türingiában. Az ekkori várból csak minimális rész maradt fenn; valószínűleg a vár lényeges részei fából épültek.
II. Lajos tartománygróf (1140-1172) volt a Ludowingok közül a leghatalmasabb úr. Jelentős a hatása az akkori vár építésére is. Az ő vezetése alatt épült 1156-1162 körül a kultúrtörténeti szempontból rendkívül értékes palota, egy különálló reprezentatív lakóépület. A palota mellett a keleti fal és a kapu egyes részei is a 12. századból származnak. Az öregtorony, amely a mai torony helyén állt, de lényegesen nagyobb volt, nem élte túl az évszázadokat.

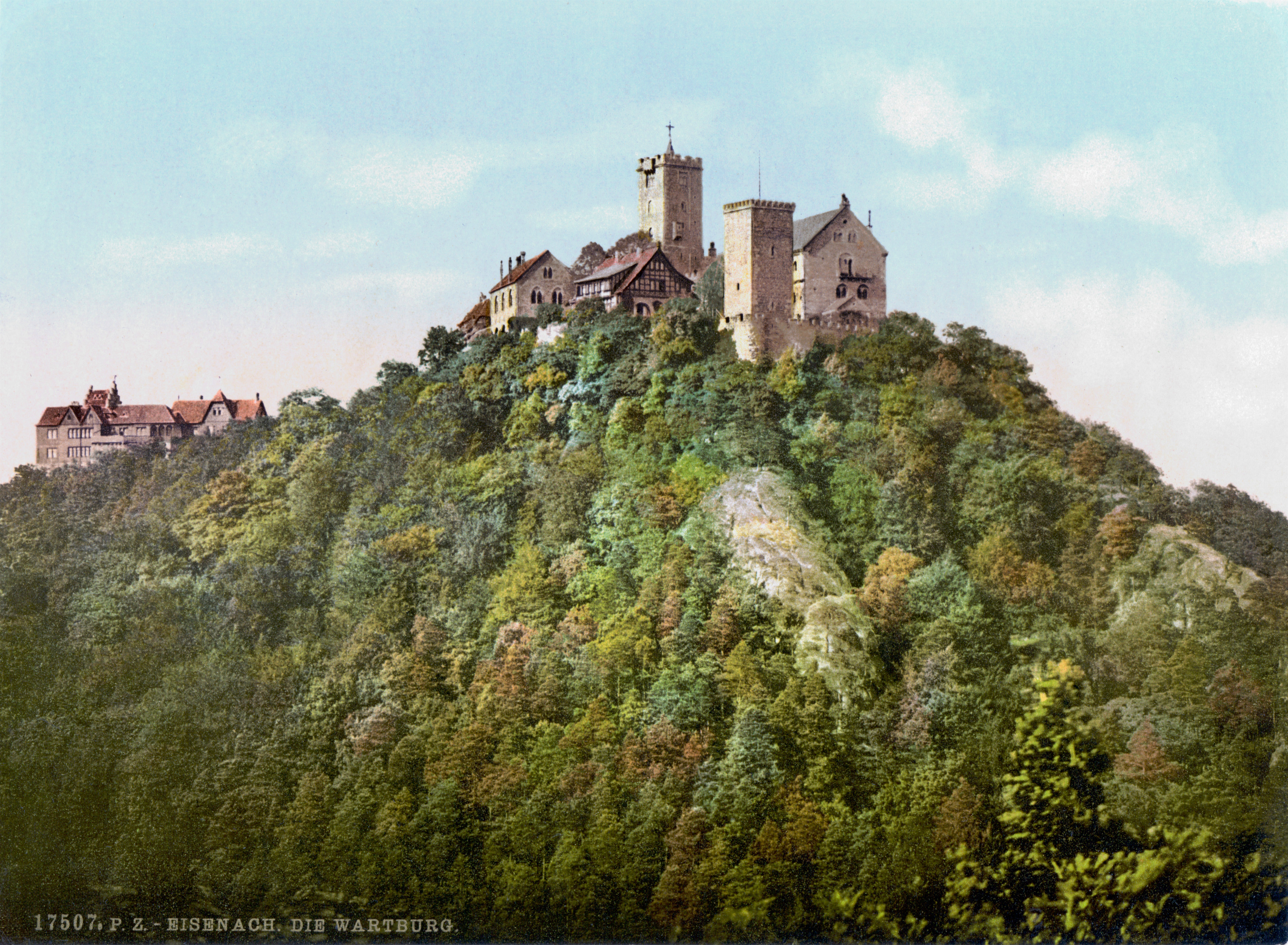
Wartburg 1900 körül

I. Hermann idejében (1190-1216) a Wartburg a német költészet egyik fellegvára, a legendás wartburgi dalnokverseny színhelye volt.
Az utolsó Ludowing, IV. (Raspe) Henrik, 1227 és 1247 között uralkodott. A várat egyedüli székhelyeként használta, ezzel megelőzve korát. Előtte az volt a szokás, hogy amikor az udvartartás kimerítette a helyi erőforrásokat, akkor egyik várból a másikba költöztek.
IV. Henrik halála és az azt követő örökösödési háború után a vár a Wettin-ház kezére került. Miután Türingia a meißeni őrgrófók kezére került, Elfajzott Albert ismét a wartburgi várba tette át székhelyét.
1318-ban egy villámcsapást követő tűzvész komoly károkat okozott a várban. 1319-ben Békés Frigyes őrgróf kijavíttatta a palotát és az öregtornyot, és egy nagy fűthető épületet emeltetett a vár központjában. Többek között a déli torony is ebből a korszakból származik.

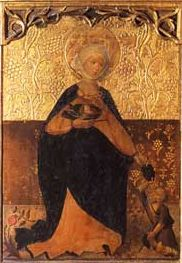
Szent Erzsébet

Türingiai Baltazár tartományi gróf 1406-ban bekövetkezett halála után a vár a 15. században ismét mellékszékhellyé vált. Ez a szerényebb építkezéseken is meglátszott. Ebből az időből maradt fenn a kapubejárat, a lovagház és a várnagyház (1480).
Wartburg vára szorosan összefonódott a német történelemmel. 1221 és 1227 között itt élt Szent Erzsébet. 1521 és 1522 között itt rejtőzött „György lovag” álnéven Martin Luther, és itt fordította németre az Újszövetséget. Johann Wolfgang von Goethe többször is megfordult itt, először 1777-ben. A 19. században a vár nemzeti emlékműnek számított. Széles körű vitát követően 1853-ban a várat historizáló stílusban újjáépítették.
Az új öregtorony 1853 és 1859 között épült. Az alapozáskor feltárták a középkori öregtorony maradványait.
A vár fegyverszobája (Rüstkammer) a második világháború előtt egy 800 darabból álló egyedülálló gyűjteményt tartalmazott, többek között II. Henrik páncélruháját, vagy Bölcs Frigyes és II. Gyula pápa fegyvereit. 1946-ban a teljes gyűjteményt elszállította a Vörös Hadsereg, majd a gyűjteménynek nyoma veszett a Szovjetunióban. Később egy ideiglenes raktárból előkerült két sisak, két kard, egy hercegi és egy gyermek páncél, melyet a Szovjetunió visszaszolgáltatott Németországnak az 1960-as években.
Az 1950-es évektől kezdve átfogó restaurálás kezdődött. A kor szellemének megfelelően sok 19. századi építményt eltávolítottak. A historizáló stílus csak a legutóbbi években nyert önálló létjogosultságot.

## Épületek
A vár egy keskeny, meredek sziklaormon emelkedik, 220 méterrel Eisenach városa felett.
Wartburg vára eredetileg négy szakaszból állt, amelyekből mára csak az elő- és fővár maradt meg. Virágzásának korában a vár a következőképpen nézett ki:
- Az első várszakasz ott állt, ahol ma a sánc jelzi a vár bejáratát. Itt helyezkedtek el a védőépítmények. A Halásztorony maradványait a kilencvenes években tárták fel és azóta a négyzet alakú lyuk megtekinthető. A szakasz épületei, amelyek Goethe korában még fedett védőfolyosóként láthatók voltak, már nem léteznek.

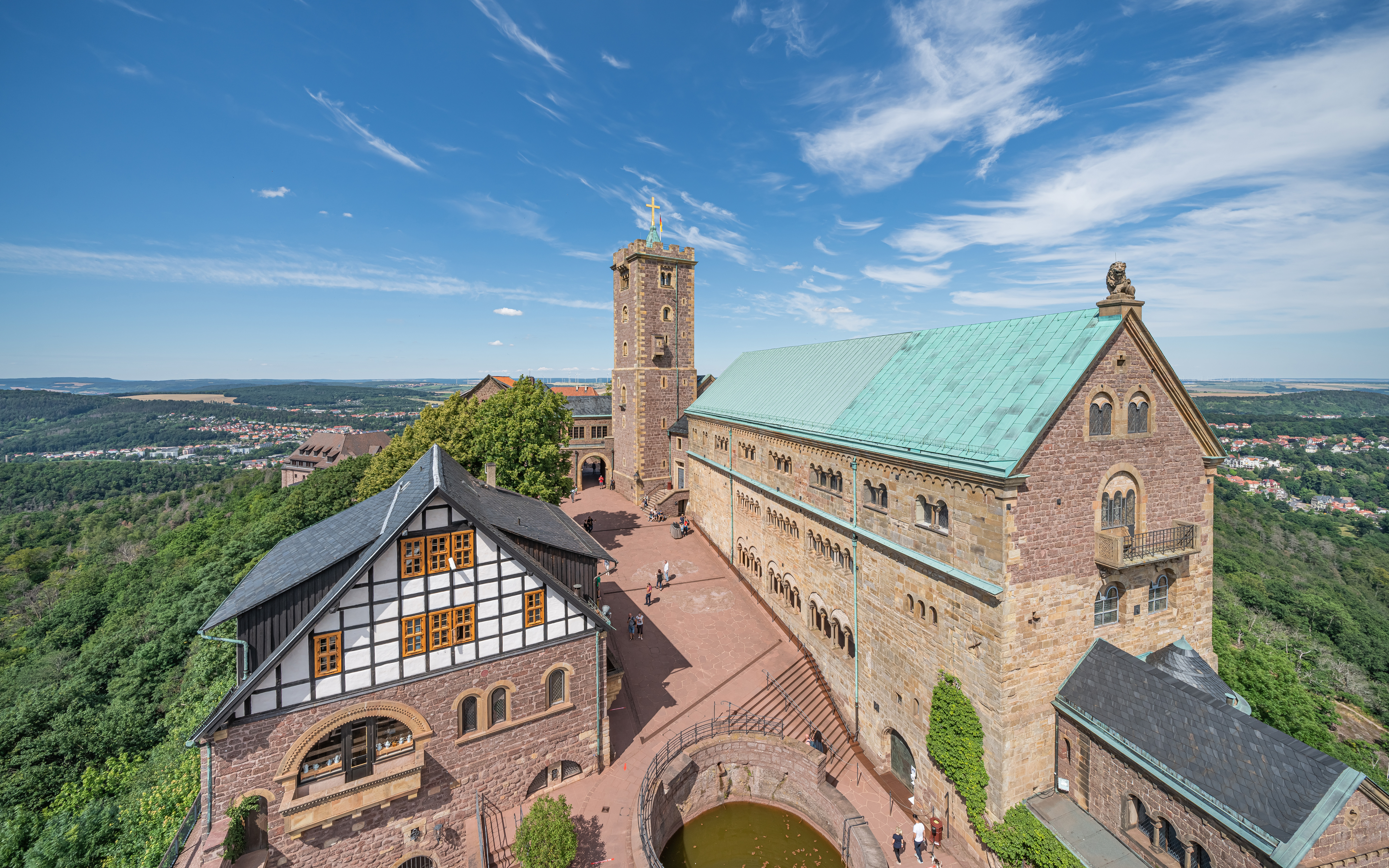
A vár belső udvara

- Az elővárba a felvonóhídon és a kapu épületén keresztül lehet bejutni. A kapu épülete eredetileg kaputorony volt, de később átépítették. A kapuépülethez balról csatlakozó épületek ("lovagház", "várnagyház") a késő középkorból származnak. A vár első udvarában álló kút nem középkori, mert akkor a vizet még teherhordó állatok biztosították. A körfalat, amely részben még a 12. századból származik, a 15. században fedték be. A nyugati részt "Margit-folyosónak", a keletit "Erzsébet-folyosónak" nevezik.
- A fővárat a 19. század második feléből származó épületek szegélyezik. Az itt álló középkori épületek már Goethe korában tönkrementek és széthordták őket, így a középkori állapotra csak következtetni lehet. A fő várat a késő román stílusú palota uralja, amely a déli toronnyal együtt a fővár kevés megmaradt középkori épületeinek egyike. A ma vendéglőként használt épület ugyan régi alapokon áll, de későbbi dátumú.
- A vár déli szakaszát valószínűleg fal választotta el a mai fővártól. Ennek a szakasznak a legdélebbi részén áll a déli torony, amely még a várépítés korából maradt fenn.

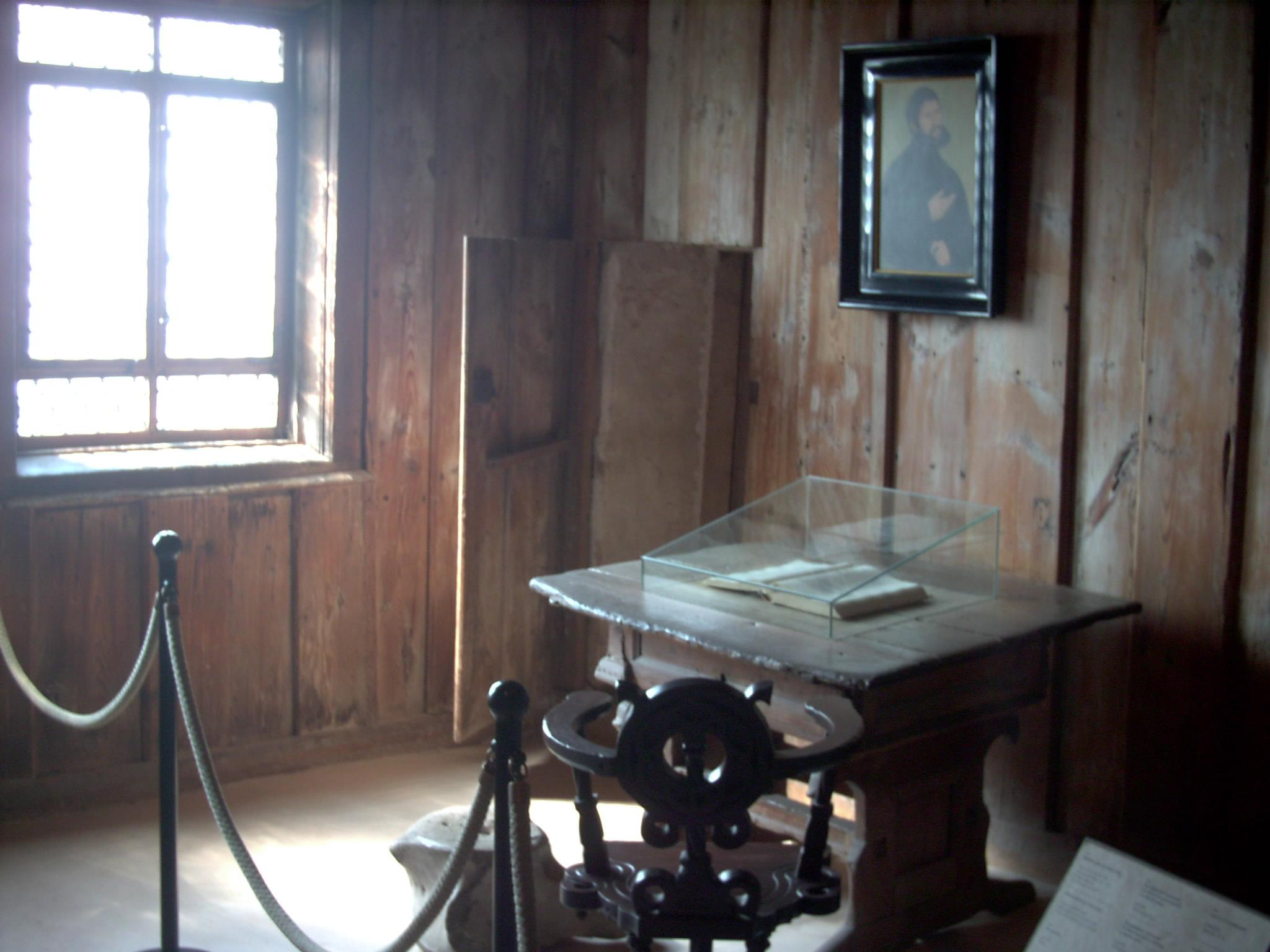
Luther szobája

- A palota főépülete, a tartományi gróf háza, eredetileg a 12. századból származik és bizánci stílusban épült. Ez az egyedüli hercegi kastély, amely az építőművészetnek ebből a korszakából fennmaradt. 1847-70 között Carl-Alexander nagyherceg megbízásából Hugo von Ritgen építész átfogó restaurálást végzett.
- Az alsó három emeletre a bejárat a valamikori fegyverszobán keresztül vezet. Ehhez csatlakozik az étkező, a régi tartományi grófok valódi lakóhelye. A második emeletre a gróf szobájából lehet jutni, amelyet Moritz von Schwind freskói díszítenek. Az épület eredeti főterme a dalterem volt, ahol a költők egy magasított színpadon előadták a dalaikat.
- A dalteremből az Erzsébet-folyosón keresztül a kápolnába visz az út. A folyosót szintén Moritz von Schwinds freskói ékesítik, amelyek Szent Erzsébet életéből vett jeleneteket ábrázolnak. A harmadik emeleten van a 40 méter hosszú lovagterem.
- A várnagy házában található a Luther-szoba, itt lakott a reformáció elindítója 1521. május 4-étől 1522. március 1-jéig és a Biblia újszövetségének fordításán dolgozott. A "nürnbergi erkély" eredetileg egy nürnbergi patríciusházban állt és utólag építették be.

## Érdekességek
- II. Lajos bajor király Wartburg várát vette mintának az Allgäuban építendő Neuschwanstein kastélyához. A kastély és a vár nem csak a körvonalaikban hasonlítanak, hanem a dalnokok termét is lemásolták.
- Wartburg vára több műben is színhelyként szerepel, a legismertebb ezek közül Richard Wagner Tannhäuser című operája.
- Wartburgi ünnep: 1817. október 18-án ülték meg a németországi egyetemek protestáns ifjúsági egyesületei a reformáció 300. évfordulóját és egyúttal a lipcsei csata emlékét. A többség már feloszlott, midőn néhány diák autodafét rendezett s számos németellenes avagy reakcionárius munkát (Schmalz, Kamptz, Ancillon, Haller, Kotzebue, Dabelow stb. munkáit), továbbá a Code Napoléont, egy mellfűzőt (amilyent akkoriban a katonatisztek viseltek), egy hajfonatot s egy káplári pálcát elégettek. E dolgok nagy feltűnést keltettek nemcsak Németországban, de egész Európában. Az érintett írók hevesen tiltakoztak, a porosz és különösen az osztrák kormány (Metternich) erélyes rendőri intézkedést tett a résztvevők ellen és országszerte megkezdődött az egyetemek ellenőrzése és a szabadelvűek üldözése.
- A várról kapta nevét az Eisenachi Autógyár több modellje. Lásd: Wartburg (autómárka)

## Fordítás
Ez a szócikk részben vagy egészben a Wartburg című német Wikipédia-szócikk ezen változatának fordításán alapul.  Az eredeti cikk szerkesztőit annak laptörténete sorolja fel. Ez a jelzés csupán a megfogalmazás eredetét és a szerzői jogokat jelzi, nem szolgál a cikkben szereplő információk forrásmegjelöléseként.